# Каньїсар
Каньїсар (ісп. Cañizar) — муніципалітет в Іспанії, у складі автономної спільноти Кастилія-Ла-Манча, у провінції Гвадалахара. Населення — 84 особи (2011).
Муніципалітет розташований на відстані близько 65 км на північний схід від Мадрида, 17 км на північний схід від Гвадалахари.

## Демографія
Динаміка населення (INE ):

## Галерея зображень

Розташування муніципалітету у провінції Гвадалахара